# Lobogó (együttes)
A Lobogó egy instrumentális pop-, rock-, klasszikus és jazz-zenei elemekből építkező progresszív rock együttes volt. 1980-ban alakult Budapesten. Az alapító tagok: Aranyi István, Berecz Endre, Berkes Gábor, Sipeki Zoltán. 1981-ben Aranyi István helyét, Nagy Attila vette át a basszusgitár poszton. 1981-ben jelent meg első kislemeze, amelyen az „Ébredés” és az „Emlékek” című instrumentális szerzemények hallhatóak. Az év végén Berkes Gábor elhagyta az együttest, a populárisabb Első Emeletért, és a Lobogó ezzel feloszlott.

## Tagok
- Aranyi István - basszusgitár (1981-ig)
- Berecz Endre - dob
- Berkes Gábor - billentyűs hangszerek
- Sipeki Zoltán - gitár
- Nagy Attila - basszusgitár (1981-től)

## Diszkográfia
- Ébredés - 5:04 (Berkes Gábor) / Emlékek - 5:30 (Berkes Gábor) (Kislemez, 1982, Hungaroton-Start – SPS 70523 / Stereo felvétel)